# Alias piae memoriae
 (octobre 2011).
Alias piae memoriae  est une bulle pontificale, rédigée par le pape Grégoire XIII et nommée d'après ses premiers mots « Notre prédécesseur Paul IV, dont la mémoire est pieuse, a sanctionné par la constitution perpétuelle qu'il a publiée, entre autres, que les médecins juifs ou infidèles, même s'ils eussent été appelés, ne puissent pas soigner des chrétiens » (en latin : « Alias piae memoriae Paulus IV praedecessor noster, edita perpetua constitutione inter alia sancivit, ne Medici Judaei etiam vocati, et rogati, ad Christianorum curam accedere, aut illi interesse possent »). Elle est datée du 30 mars 1581.

## Contenu
Au début de la bulle Grégoire XIII rappelle l'interdiction par Paul IV aux médecins juifs d'agir dans les cas de malades chrétiens.
1. Le pape rappelle aussi la confirmation de cette interdiction par Pie V qui a voulu qu'elle eût perpétuelle fermeté et a ordonné l'observation du contenu de la constitution de Paul IV (Cum nimis absurdum) sous peine de jugement divin et a proclamé son application non seulement aux États pontificaux mais encore où que ce soit[1].
2. Grégoire XIII explique avoir appris avec chagrin dans son âme que cette interdiction est à peine observée et que beaucoup de chrétiens deviennent oublieux du véritable salut de leurs âmes et en même temps de leurs corps en désirant être guéris par des moyens illicites et surtout par l'œuvre des Juifs ou d'autres infidèles (en latin : « multos adhuc ex Christianis hominibus esse, qui dum suos corporum languores illicitis mediis, et praecipue Judaeorum ac aliorum infidelium opera sanari cupiunt, verae salutis animarum suarum, et corporum simul immemores fiunt ») et courent le risque de la damnation éternelle. Ainsi, aux Juifs et aux infidèles est donnée l'occasion, selon le pape, de faire faute[1].
3. En désirant contenir les Juifs qui agissent contre les mandats apostoliques aussi bien que les chrétiens qui leur permettent de les aborder, le pape approuve et confirme les susdites constitutions de ses prédécesseurs et ordonne à les observer inviolablement. Grégoire XIII interdit à tous les chrétiens d'appeler ou admettre dorénavant des Juifs ou d'autres infidèles à l'aide des malades chrétiens et de ne pas permettre ou concéder qu'ils soient appelés ou admis[1].
4. Le pape oblige tous les prélats, dont le diocèse contient des Juifs ou d'autres infidèles, à apporter ces commandements aux Juifs et aux infidèles le plus vite possible et à les publier chaque année au début de l'abstinence de 40 jours[1],
5. Quelqu'un attrapé en contrevenant à ces injonctions, quel que soit son rang, ne recevra plus les sacrements et rien de l'église, et, étant décédé ainsi, on ne lui accordera pas l'enterrement chrétien, surtout s'il savait avoir reçu des médecins juifs ou infidèles. Les juifs doivent être punis selon les lettres publiées par les papes saint Pie V et Paul IV (cf. Cum nimis absurdum) concernant les cas de leur transgression[1].